# Billy the Kid
Billy the Kid (známý jako Patrick Henry McCarty, William Henry Bonney, pravděpodobně 23. listopadu 1859 – asi 14. července 1881) byl americký psanec a střelec, který se podílel na válce v lincolnském okresu. Podle legendy zabil 21 mužů, ale všeobecně přijímaná verze se přiklání k zabití mezi čtyřmi a devíti muži.

## Biografie
Billy the Kid se narodil 17. září nebo 23. listopadu (neshodné) 1859 v Manhattanu v New Yorku. Ve velmi mladém věku Billyho opustil jeho otec (neví se, jestli zemřel či rodinu opustil). V New Yorku se roku 1863 narodil jeho bratr Joseph McCarty (později Antrim). Billyho matka se i se syny přestěhovala do Nového Mexika, kde se později provdala za Williama H. Antrima. V roce 1874 zemřela na tuberkulózu a Billy tak skončil v sirotčinci.
V září 1875 byl Billy zatčen za svou první krádež, při které ukradl oblečení a střelnou zbraň. Podařilo se mu však utéci komínem. Poté prchl do Arizony. Svou první vraždu spáchal v srpnu 1877 při hospodské rvačce s místním kovářem, který na Billyho neustále dorážel a ponižoval ho. Po incidentu se Billy vrátil zpět do Nového Mexika, připojil se k místnímu dobytkáři Johnu Tunstallovi a pracoval u něj jako kovboj. Billy byl nejznámějším účastníkem Lincolnské války obchodníků a dobytkářů. Obětí jedné z jeho nejznámějších vražd se stal William Braddy. Další článek jeho zločinecké kariéry se odehrál na začátku roku 1880 v Las Vegas, kdy bar, ve kterém v té době pobýval, terorizoval místní opilec. Billy ho zastřelil. Ale jeho snad nejznámější čin se odehrál v dubnu roku 1881, kdy utekl z Fort Sumnerského vězení a přitom zastřelil dva spolupracovníky strážníka Garretta. O pár měsíců později, 14. července 1881, Kida zastřelil policejní šerif Pat Garrett.
Po Kidově smrti jeho popularita vzrostla, začaly se o něm psát knihy, básně a později točit filmy. Dokonce i sám Garrett napsal knihu The authentic life of Billy the Kid.

## Fotografie

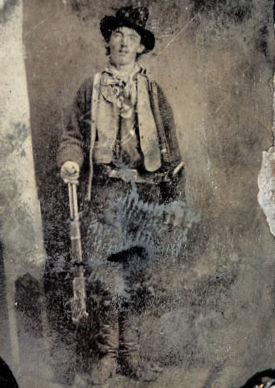
Neretušovaná originální ferrotypie Bonneyho, asi 1880

Do roku 2020 byly potvrzeny dvě existující dochované fotografie, na kterých je zobrazený Bonney; další snímky s jeho portrétem jsou sporné.

### Dedrickova ferrotypie
Portrétní fotografie (ferrotypie) od neznámého autora s názvem Billy the Kid (pořízená buď na konci roku 1879 nebo začátkem roku 1880) byla v červnu 2011 v aukci Brian Lebel's Old West Show & Auction prodána za 2 300 000 amerických dolarů. Snímek se tak zařadil na první příčky v seznamu nejdražších fotografií. Fotografie o velikosti 5×7,5 cm je jedním z mála artefaktů, které se po slavném pistolníkovi dochovaly.

### Fotografie z kroketu

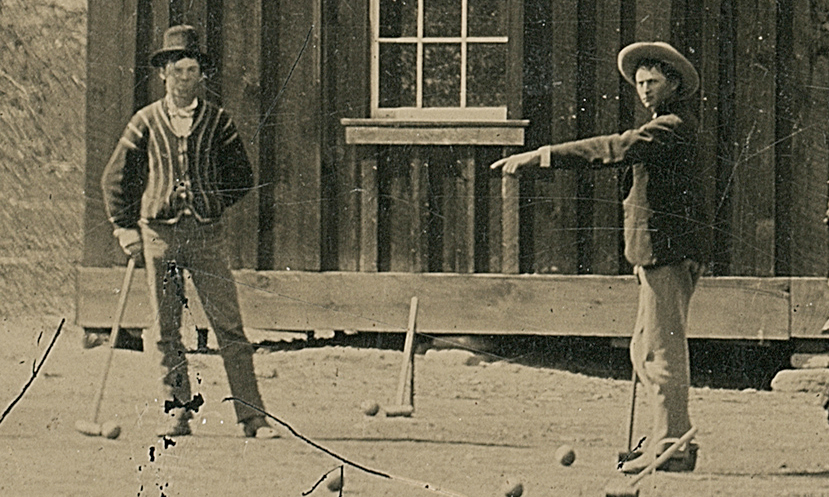
Detail fotografie, na které Bonney (vlevo) hraje kroket, 1878

Ferrotypie 100 mm × 150 mm zakoupená v obchodě memorabilia ve Fresnu v Kalifornii v roce 2010 byla označena, že zobrazuje Bonneyho a členy regulačních orgánů hrajících kroket. Sběratel Robert G. McCubbin a historik John Boessenecker došli v roce 2013 k závěru, že fotografie Bonneye nezobrazuje. Whitny Braun, profesor a výzkumník, podle reklamy na kroketové sady prodávané v obchodě Chapman's General Store v Las Vegas v Novém Mexiku, datoval snímek do června 1878. Kent Gibson, forenzní odborník na obrazy a video, s využitím softwaru pro rozpoznávání obličejů, prohlásil, že jedním z mužů na obraze je Bonney.

## V kultuře
První němý film Billy the Kid z roku 1911 zobrazil McCartyho jako dívku vydávající se za chlapce. Následovalo více než 50 filmů a děl, například:
- The Authentic Life of Billy, the Kid (1882, kniha, v mnoha dalších vydáních)
- Kolt pro leváka (1958, Paul Newman jako Billy)
- John Chisum (1970, John Wayne v událostech z války v Lincoln County)
- Pat Garrett a Billy Kid (1973, Kris Kristofferson jako Billy)
- Mladé pušky (1988, Emilio Estevez jako Billy)
- Skvělé dobrodružství Billa a Teda (1989, Dan Shor jako Billy)
- Mladé pušky II (1990, Emilio Estevez jako Billy)
- The Kid (2019, Dane DeHaan jako Billy)
- Old Henry (2021, Tim Blake Nelson jako Billy)
- Billy the Kid (2022, Tom Blyth jako Billy)[10]